# Rajasthali
Rajasthali es un subdistrito (upazila) del distrito (zila) de Rangamati, de la región de Chittagong, en Bangladés, con una población censada en marzo de 2011 de 26 083 habitantes.
Se encuentra ubicado en al sureste del país, junto a la frontera con India y el lago Kaptai.